# Esgrima de Génova
La esgrima genovesa es un tipo específico de combate naval y terrestre, que toma sus orígenes en el estado de Génova desde el siglo XIX y actualmente forma parte del estado de Italia, con la aplicación de tipos especiales de cuchillas que son propias exclusivamente de la tradición genovesa de esgrima, los principales son: cuchillo genovés y palas de barco genovesa.
La esgrima genovesa implica el uso de otras armas blancas capturadas por el enemigo en la batalla. Las peculiaridades y los rasgos distintivos de la esgrima genovesa de otros tipos de la esgrima son los modelos lógicos característicos del origen marino y el trabajo diario del marinero en el barco. Tales modelos son los movimientos, la repetición de la vuelta del timón de la nave, la vuelta del timón de la nave, los movimientos de tracción de las cuerdas, el cuidado del tequila y los veleros. En este sentido, el desempeño diario del papel naval en el barco se convierte simultáneamente en un entrenamiento de movimientos espadachines y permite que el marinero no pierda tiempo extra en el entrenamiento durante largas transiciones marinas.

## Tipos de cuchillas en esgrima Genovesa
Los tipos básicos de las cuchillas, que eran característicos y son especialmente fabricados para la esgrima genovesa:
- cuchillo genovés
- palas de la nave genovesa
- palo de Génova

El más común fue la esgrima con un cuchillo genovés.
El mango del cuchillo genovés es generalmente sin Garda, un poco asimétrico en comparación con la hoja, muy a menudo está hecho de olivo, salvia o laurel, que fue popular en el siglo XVIII en Génova, en este caso se llama "perno" o "pernetto". El mango del cuchillo genovés generalmente no se compacta para aumentar la capacidad de penetración y resistencia.

## Literatura
- Italia: gvida breve, Том 1, Touring club italiano, Touring Club Italiano, 1937
- Annuario genovese Fratelli Pagano. 1943
- Fencing. Walter Herries Pollock, F. C. Grove, Camille Prevost. Longmans, Green, and Company, 1893 — 304 p.
- Gazzetta di Genova. stamp. dell’Istituto e della Gazzetta Nazionale, 1840
- Elogio di Agostino Spinola patrizio genovese morto convittore nel collegio Clementino di Roma … Opera utile alla nobile gioventu' [Ottavio Maria Paltrinieri]. Ottavio Maria Paltrinieri. per Francesco Pomatelli al Seminario, 1794 — 126 p.
- Le Scuole Bolognese E Ferrarese, E Quelle Di Genova E Del Piemonte, Том 4. Soc. tipog. de classici italiani, 1825

Armas de Europa occidental de los siglos XV-XVII, la ermita del Estado (Rusia), O. E. Mikhailova, BA Shelkovnikov, Arte, 1955 - 40 p. 
- Romana di lesa maestà per la C. e F. contro Tommaso di Andrea Vivarelli … ristretto del processo informativo. Stato pontificio : Tribunale criminale supremo della Consulta, Stamp. della Rev. Cam. Apost., 1837 — 527 p.
- Vocabolario domestico genovese-italiano: con un' appendice zoologica, Angelo Paganini, 1837 — 297 p.
- Bastone Genovese, Coltello e Gambetto, Claudio Parodi. CreateSpace Independent Publishing Platform, 24 сент. 2012 г. — 240 p.
- Rivista moderna politica e letteraria, Stab. Tip. della Tribuna, 1902
- La Scherma considerata sotto tutti i rapporti sociali, fisici e morali: Discorsi varj con note storiche ed attro. Antonio Buja.Tipografia editrice salentina, 1875
- Storia di Genova: Mediterraneo, Europa, Atlantico. Dino Puncuh Giunti Editore, 2003
- La esgrima moderna: tratado teórico-práctico de la esgrima de florete, espada y sable. Enrique Bossini. Bosch, 1946 - 331 p